# Wilkowo Małe
Wilkowo Małe (niem. Klein Wolfsdorf) – wieś w Polsce, położona w województwie warmińsko-mazurskim, w powiecie kętrzyńskim, w gminie Barciany.
| SIMC    | Nazwa   | Rodzaj     |
| ------- | ------- | ---------- |
| 0469688 | Garbnik | przysiółek |
| 0469079 | Rzymek  | przysiółek |

W latach 1975–1998 wieś administracyjnie należała do województwa olsztyńskiego.